# Tityus guaricoensis
Espèce
Tityus guaricoensis est une espèce de scorpions de la famille des Buthidae.

## Distribution
Cette espèce est endémique de l'État de Guárico au Venezuela. Elle se rencontre vers José Tadeo Monagas.

## Description
Le mâle holotype mesure 39,26 mm et la femelle paratype 33,64 mm.

## Étymologie
Son nom d'espèce, composé de guarico et du suffixe latin -ensis, « qui vit dans, qui habite », lui a été donné en référence au lieu de sa découverte, l'État de Guárico.

## Publication originale
- Gonzalez-Sponga, 2004 : « Arácnidos de Venezuela. Descripción de tres nuevas especies de escorpiones de los géneros Tytyus (Buthidae), Chactopsis y Broteochactas Chactidae). » Acta biológica venezuélica, vol. 24, no 1, p. 1-12 (texte intégral).